# Jon Stead
Jonathan Graeme Stead (Huddersfield, Inglaterra, 7 de abril de 1983), conocido como Jon Stead, es un exfutbolista inglés que jugaba de delantero.

## Carrera
Stead comenzó su carrera en 2002 con el Huddersfield Town A. F. C., con quienes jugó un total de 68 partidos. Posteriormente fichó por el Blackburn Rovers F. C., jugando 42 encuentros en los que anotó 8 goles. Esto incitó a un traspaso al Sunderland A. F. C., antes de marcharse al Derby County F. C. a préstamo.
Al término de la temporada 2020-21 anunció su retirada.

## Carrera internacional
Ha sido internacional con la selección de fútbol sub-21 de Inglaterra.

## Clubes
| Club                              | País       | Año       |
| --------------------------------- | ---------- | --------- |
| Huddersfield Town A. F. C.        | Inglaterra | 2002-2004 |
| Blackburn Rovers F. C.            | Inglaterra | 2004-2005 |
| Sunderland A. F. C.               | Inglaterra | 2005-2007 |
| Derby County F. C. (cedido)       | Inglaterra | 2006-2007 |
| Sheffield United F. C.            | Inglaterra | 2007-2008 |
| Ipswich Town F. C.                | Inglaterra | 2008-2010 |
| Coventry City F. C. (cedido)      | Inglaterra | 2010      |
| Bristol City F. C.                | Inglaterra | 2010-2013 |
| Huddersfield Town A. F. C.        | Inglaterra | 2013-2015 |
| Oldham Athletic A. F. C. (cedido) | Inglaterra | 2014      |
| Bradford City A. F. C. (cedido)   | Inglaterra | 2014      |
| Bradford City A. F. C. (cedido)   | Inglaterra | 2014-2015 |
| Notts County F. C.                | Inglaterra | 2015-2019 |
| Harrogate Town A. F. C.           | Inglaterra | 2019-2021 |